# 圣洛朗莱图尔
圣洛朗莱图尔（法語：Saint-Laurent-les-Tours，法語發音：[sɛ̃ loʁɑ̃ le tuʁ]）是法国洛特省的一个市镇，属于菲雅克区。

## 地理
圣洛朗莱图尔（44°52'7"N, 1°53'40"E）面积10.84 平方千米，位于法国奧克西塔尼大區洛特省，该省份为法国西南部内陆省份，北起顺时针与科雷兹省、康塔爾省、阿韦龙省、塔恩-加龙省、洛特-加龍省和多尔多涅省接壤。
与圣洛朗莱图尔接壤的市镇（或旧市镇、城区）包括：贝尔蒙布勒特努、科尔纳克、弗赖西涅、圣塞雷。

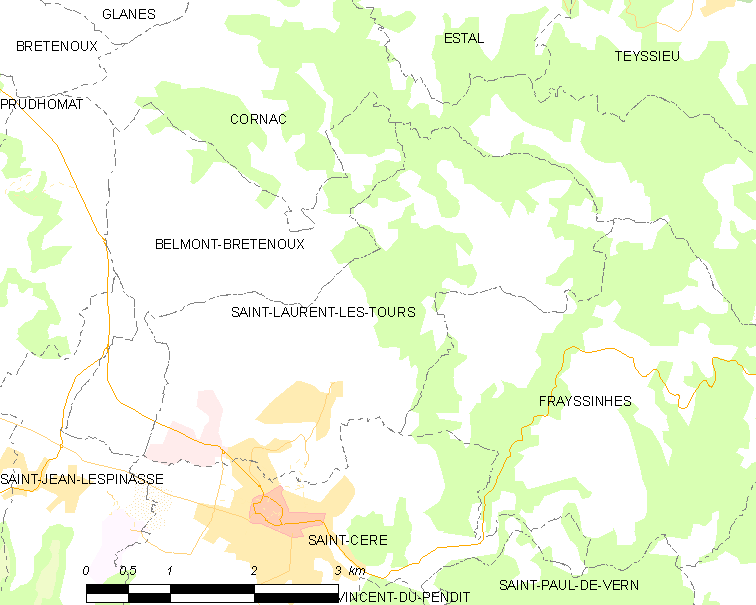
圣洛朗莱图尔的OSM定位图

圣洛朗莱图尔的时区为UTC+01:00、UTC+02:00（夏令时）。

## 行政
圣洛朗莱图尔的邮政编码为46400，INSEE市镇编码为46273。

## 政治
圣洛朗莱图尔所属的省级选区为圣塞雷县。

## 人口

1962-2008年间圣洛朗莱图尔人口变化图示

圣洛朗莱图尔于2022年1月1日时的人口数量为845人。